# Aristolochia sicula
Aristolochia sicula là một loài thực vật có hoa trong họ Aristolochiaceae. Loài này được Tineo mô tả khoa học đầu tiên năm 1845.